# Gong’an
Der Kreis Gong’an (chinesisch 公安县, Pinyin Gōng’ān Xiàn) ist ein Kreis in der chinesischen Provinz Hubei, der zum Verwaltungsgebiet der bezirksfreien Stadt Jingzhou gehört. Er hat eine Fläche von 2.258 km² und zählt 837.800 Einwohner (Stand: Ende 2019). Sein Hauptort ist die Großgemeinde Douhuti (斗湖堤镇).
Die Jimingcheng-Stätte (Jimingcheng yizhi 鸡鸣城遗址) und die Jingjiang-Ableitungsschleuse (Jingjiang fenhongzha 荆江分洪闸) stehen seit 2006 auf der Liste der Denkmäler der Volksrepublik China.